# Haliplus regimbarti
Haliplus regimbarti (лат.) — вид жесткокрылых насекомых из семейства плавунчики. Распространён в Японии, Китае, Тайване. Длина тела имаго около 3 мм. От близких видов отличается следующими признаками: боковые поверхности простернального отростка с отчетливыми и широкими краями; надкрылья желтоватого цвета; пенис толстый на вершине; правый парамер острый на вершине. Боковые стороны простернального отростка слегка расширены в основании; на диске надкрылий небольшие чёрные пятна; пенис плавно изогнут от середины к вершине; контур надкрылий овальный; передний край простернального отростка равен базальному; вершина пениса при боковом виде без шипиков. Пронотум с plicae (пара коротких борозд на базально-средней части). Этот вид был собран из небольшого пруда с погруженными водными растениями и узкого ручья с цветущими водными растениями, протекающего рядом с рисовыми полями.